# Волынец, Кэти
Кэти Волынец (англ. Katie Volynets; род. 31 декабря 2001, Уолнат-Крик, Калифорния) — американская теннисистка. Её родители эмигрировали из Украины.

## Спортивная карьера
Начала заниматься теннисом в пять лет. Любимые покрытия — корты с твёрдым основанием. В женском мировом теннисном туре ITF выиграла два титула в одиночном разряде. С 2013 года тренируется с Марком Орвигом в загородном клубе Морага.
В декабре 2016 года выиграла Orange Bowl в соревнованиях среди девушек до 16 лет.
В 2017 году получила приглашение в юниорский женский одиночный турнир на Открытый чемпионат США по теннису, где сумела выйти в четвертьфинал, обыграв Кори Гауфф.
В 2018 году участвовала в соревнованиях среди юниоров на Открытом чемпионате Франции, Уимблдоне и Открытом чемпионате США, но в каждом случае проигрывала в первом или втором раунде.
В 2019 году получила приглашение в квалификацию турнира Ньюпорт-Бич, где вышла в основную сетку одержав победу над Алексой Гуарачи. В основной сетке победила Мари Осаки со счетом 6-0 и 6-0 в первом раунде, но затем проиграла Бьянке Андрееску в двух сетах со счетом 2-6 и 6-7. На турнир в Индиан-Уэллсе получила приглашение в основную сетку турнира, где проиграла в первом раунде в двух сетах Дженнифер Брэди. В этом же году была приглашена в основную сетку турнира на Открытом чемпионате США, но уже в первом раунде уступила Бьянке Андрееску. Но даже поражение в первом раунде принесло ей на тот момент самый высокий призовой доход в карьере — 58 000 долларов.
В 2020 году продолжала играть в различных турнирах серии WTA Тура. В 2022 году на открытом чемпионате Франции по теннису впервые на Больших шлемах пробилась во второй раунд соревнований одиночного разряда.
Сезон 2022 года завершила недалеко от первой сотни рейтинга. В 2023 году на Открытом чемпионате Австралии, победив в квалификации, вышла в основную сетку, где в первом раунде одолела Евгению Родину, а во втором выбила из борьбы 9-ю сеянную Веронику Кудерметову.

## Рейтинг на конец года
| Год  | Одиночный рейтинг | Парный рейтинг |
| 2024 | 62                | 715            |
| 2023 | 109               | 729            |
| 2022 | 110               | 600            |
| 2021 | 178               | 573            |
| 2020 | 315               | 805            |
| 2019 | 438               |                |
| 2018 | 743               |                |

## Выступления на турнирах

### Финалы турнировWTAв парном разряде (1)

#### Победы (0)
| Легенда:                    |
| --------------------------- |
| Турниры Большого Шлема (0*) |
| Олимпиада (0)               |
| Итоговый чемпионат года (0) |
| Premier Mandatory (0)       |
| Premier 5 (0)               |
| Premier (0)                 |
| International (0+0)         |

| Титулы по покрытиям | Титулы по месту проведения матчей турнира |
| ------------------- | ----------------------------------------- |
| Хард (0)            | Зал (0)                                   |
| Грунт (0+0)         | Зал (0)                                   |
| Трава (0)           | Открытый воздух (0+0)                     |
| Ковёр (0)           | Открытый воздух (0+0)                     |

* количество побед в одиночном разряде + количество побед в парном разряде.